# Unhappily Ever After
Unhappily Ever After is een Amerikaanse serie met donkere komedie. De personages en het verhaal zijn gebaseerd op de serie Married... with Children. De serie liep tussen 11 januari 1995 en 16 mei 1999. Er werden in totaal precies 100 afleveringen gemaakt. De show was te zien op The WB. Elke aflevering duurde met de reclame 30 minuten.
Vanaf 23 maart 2009 wordt Unhappily Ever After bij Comedy Central Family uitgezonden.

## Verhaal
De serie gaat over de gestreste Jack Malloy. Hij heeft een verschrikkelijke baan en woont in een disfunctioneel gezin. Hij is getrouwd met de seksverslaafde Jennie. Ze verlaat hem na het vierde seizoen. Hij heeft drie kinderen: Tiffany, Ryan en Ross. Tiffany is erg aantrekkelijk en maakt daar ook altijd gebruik van. Ryan is erg onintelligent en Ross wordt altijd genegeerd.

Jack is een schizofreen en in zijn kelder ziet hij het knuffelbeest Mr. Floppy. Hij praat altijd met hem als hij er even tussenuit wil.

## Rolverdeling
- Geoff Pierson als Jack Malloy
- Stephanie Hodge als Jennie Malloy
- Kevin Connolly als Ryan Malloy
- Nikki Cox als Tiffany Malloy
- Justin Berfield als Ross Malloy
- Bobcat Goldthwait as Mr. Floppy (stem)